# 天使の囁き記念日
天使の囁き記念日（てんしのささやききねんび）は、1978年（昭和53年）2月17日に北海道幌加内町母子里（もしり）で日本最寒記録の-41.2℃を観測したことを記念し、1994年に制定された記念日である。天使の囁きとはダイヤモンドダストを指す。

## 日本最寒記録の観測について
日本では1902年（明治35年）1月25日に北海道旭川市で-41.0℃を観測し、日本最低気温として気象庁に公式登録された。その76年後の1978年に北海道幌加内町母子里の北海道大学付属演習林近隣の気象観測施設で-41.2℃を観測した。わずか0.2℃差で日本最寒の地となったが気象庁の観測対象から外れているため認められず、非公式記録のままとなっている。また、正式には-44.8℃だったが補正値として-41.2℃が記録となっている。

## 日本最寒記録の観測対象
気象庁の測候所が観測した記録であると確認された場合のみ日本最寒記録として認定される。今回の場合は気象庁の施設ではなかったため認定されなかった。

## 申請・登録について
「天使の囁きを聴く会」が1994（平成6）年に制定（日本記念日協会ホームページより）